# Ptychadena mapacha
Ptychadena mapacha és una espècie de granota que viu a Namíbia i, possiblement també, a Angola, Botswana i Zàmbia.